# TRIAL (曲)
『TRIAL』（トライアル）は、2006年5月24日にリリースされた日本の歌手グループw-inds.の、19枚目のシングルである。

## 解説
- CDのみの1形態リリース。初回盤のみw-Inds.×GOAL!両面ジャケット仕様。トレーディングカード計2枚（w-inds.トレーディングカード/全4種のうち1枚、映画『GOAL!』トレーディングカード/全2種のうち1枚）封入。
- 表題曲「TRIAL」の作曲で、EXILE、倖田來未などへの相次ぐ楽曲提供で一躍ヒットメーカーの仲間入りを果たした山口寛雄を初起用した。
- 同じく表題曲「TRIAL」は、FIFA（国際サッカー連盟）・JFA（日本サッカー協会）公認映画『GOAL!』の日本語吹き替え版のテーマソング というタイアップのためか、詞が映画の内容とリンク、逆境に耐えながらも夢を追い続ける主人公が描かれている。また、映画の映像とPVの映像を編集したムービーヴァージョンがスペースシャワーTV等で流された。“夢を追っている”同じ状況下の者にとっては応援歌とも受け取れる。
- カップリング曲「Back At One」は、表題曲「TRIAL」と並び今パッケージの表題曲候補であったため、同じテーマで詞が書かれている。タイトルでもある「Back At One」の頭文字を短縮した♪B.A.O.（ビー・エー・オー）♪というタイトル・コールがイントロ並びにサビ部分で印象的にリフレインされている。
- カップリング曲「風詩-KAZAUTA-」は、アメリカ合衆国のポップ・グループO-townの「All or Nothing」のカバー曲である。

## 収録曲
1. TRIAL
（作詞：shungo.、作曲：Hiroo Yamaguchi、編曲：Koma2 Kaz）
2. Back At One
（作詞：shungo.、作曲：Mario Liti, T2ya、編曲：Koma2 Kaz）
3. 風詩-KAZAUTA-
（作詞：Takamitsu Shimazaki、作曲：Steve Mac, Wayne Hector、編曲：Koma2 Kaz）
4. TRIAL (Instrumental)
（作曲：Hiroo Yamaguchi、編曲：Koma2 Kaz）

## タイアップ
- FIFA、JFA公認映画『GOAL!』日本語吹き替え版テーマソング